# オセアニスファエラ属
オセアニスファエラ属（Oceanisphaera）はPseudomonadota門ガンマプロテオバクテリア綱アエロモナス目アエロモナス科の属の一つである。グラム陰性、非胞子形成性である。

## 下位分類（種）
オセアニスファエラ属は以下の種を含む(2024年8月現在)。

### IJSEMに正式承認されている種
- Oceanisphaera arctica　オセアニスファエラ・アークティカ

Srinivas et al. 2012 (IJSEMリストに掲載 2012)
- Oceanisphaera avium　オセアニスファエラ・アビウム

Sung et al. 2018 (IJSEMリストに掲載 2018)
- Oceanisphaera donghaensis　オセアニスファエラ・ドングハエンシス

Park et al. 2006 (IJSEMリストに掲載 2006)
- Oceanisphaera litoralis　オセアニスファエラ・リトラリス（タイプ種）

Romanenko et al. 2003 (IJSEMリストに掲載 2004)
- Oceanisphaera marina　オセアニスファエラ・マリナ

Liu et al. 2017 (IJSEMリストに掲載 2017)
- Oceanisphaera ostreae　オセアニスファエラ・オストレアエ

Choi et al. 2011 (IJSEMリストに掲載 2012)
- Oceanisphaera profunda　オセアニスファエラ・プロフンダ

Xu et al. 2014 (IJSEMリストに掲載 2014)
- Oceanisphaera psychrotolerans　オセアニスファエラ・サイクロトレランス

Zhou et al. 2015 (IJSEMリストに掲載 2015)
- Oceanisphaera sediminis　オセアニスファエラ・セディミニス

Shin et al. 2012 (IJSEMリストに掲載 2012)

### IJSEMに未承認の種
- "Oceanisphaera aquimarina"

Cho and Lee 2016
- "Candidatus Oceanisphaera merdipullorum"

Gilroy et al. 2021 (IJSEMリストに掲載 2022)
- "Oceanisphaera pacifica"

Xue et al. 2022